# Сан-Францисский мирный договор
Сан-Францисский мирный договор — договор между частью стран антигитлеровской коалиции и Японией. Был подписан в Сан-Франциско 8 сентября 1951 года. Договор прекратил состояние войны между подписавшими его союзниками и Японией, закрепил порядок выплаты репараций союзникам и компенсаций пострадавшим от японской агрессии странам. Представители Советского Союза, Чехословакии и Польши, участвовавшие в конференции, отказались его подписать. Глава советской делегации, первый заместитель министра иностранных дел СССР А. А. Громыко расценил договор как сепаратный мир и сделал упор на то, что на конференцию не пригласили представителей КНР, и в тексте договора не закреплены территориальные права Китая на Тайвань, Пескадорские и Парасельские острова, а также суверенитет СССР над Южным Сахалином и Курильскими островами.
При обсуждении Договора в сенате США была принята односторонняя резолюция, содержавшая оговорку, что условия Договора не будут означать признание за СССР каких бы то ни было прав или претензий на территории, принадлежавшие Японии на 7 декабря 1941 года, которые наносили бы ущерб правам и правооснованиям Японии на эти территории, равно как не будут признаваться какие бы то ни было положения в пользу СССР в отношении Японии, содержащиеся в Ялтинском соглашении.
По условиям Сан-Францисского мирного договора, Япония признавала утрату своего суверенитета над Тайванем и Пескадорскими островами, Парасельскими островами и островами Спратли, над Кореей, отказалась от «всех прав, правооснований и претензий на Курильские острова и на ту часть острова Сахалин и прилегающих к нему островов, суверенитет над которыми Япония приобрела по Портсмутскому договору от 5 сентября 1905 года».

## Политический статус Тайваня
Ни Китайская Республика (Тайвань), ни Китайская Народная Республика не были приглашены на мирную конференцию в Сан-Франциско и не были участниками Сан-Францисского договора.